# Макар Володимир
Макар Володимир (псевдо «Вадим»; 4 січня 1911, м. Івано-Франківськ — 26 грудня 1993, м. Торонто, Канада) —  український громадсько-політичний діяч, редактор, автор спогадів.
Брат Василя Макара.

## Життєпис
Народився 4 січня 1911 року в місті Станіславі. Батько — підстаршина австрійської армії.

### Освіта
Після смерті батьків перебував у сиротинці Сестер-Служебниць, з осені 1920 р. — у бурсі «Мала Семінарія». Навчався у Станиславській державній гімназії ( — 1929). У 1929—1932 роках навчався на математично-природничому факультеті Львівського університету.

### Підпільна діяльність
За зв'язки з ОУН в 1932 році двічі арештований поліцією. В червні 1934 р. — липні 1935 р. в'язень концентраційному табору в Березі-Картузькій. Повітовий провідник ОУН Сокальщини. 9 квітня 1936 р. заарештований і засуджений на сім років. У 1937—1938 роках провідник в тюрмі в Равічі. Звільнений з в'язниці в Сільцях 9 вересня 1939 року. Під час бомбардування німецькими літаками поїзду, був тяжко поранений в ногу, яку ампутували в Бересті. З весни 1940 року працював у групі крайового провідника ОУН Івана Климіва.
Проголосив у Сокалі від імені ОУН про відновлення української державності Актом 30 червня 1941 р. З вересня 1941 р. працював референтом суспільної опіки повітового Українського Допомогового Комітету (УДК) в Сокалі.
З квітня 1942 року у підпіллі. З літа 1942 р., працює у пресово-інформативній референтурі Проводу ОУН. Упорядковував звіти, робив огляди й виписки провідним діячам ОУН і редакцій підпільної періодики. З жовтня 1943 р. працював у редакції підпільної радіостанції «Вільна Україна». У квітні 1944 року захворів на тиф.

### На еміграції
Влітку 1944 року залучений до групи Генерального Секретаріяту Закордонних Справ УГВР на чолі з М. Лебедем, працював у м. Інсбруку (Австрія), а з вересня 1947 року — у Брюсселі. Після конфлікту в ЗЧ ОУН, згодом в ЗП УГВР працював у структурах, які підтримали позицію С. Бандери.
У Бельгії одружився з Параскевією-Терезою Бавтро. В грудні 1951 року переїхав до Канади, де активно долучився до громадсько-політичного життя. Належав до провідних діячів ОУН, Спілки Української Молоді, Ліґи Визволення України, член Головної Управи Товариства колишніх вояків УПА, Просвіта, «Україна», НТШ та інших.
Помер 26 грудня 1993 року. Похований на кладовищі Святого Володимира в Оквіллі, Канада.

### Видавнича діяльність
До власної дослідницької і літературної праці ставився як до організаційного обов'язку і інструменту політичної боротьби: «Всі ми були, в тій чи іншій мірі, воїнами на фронті боротьби за українську державність. Розпорядковим обов'язком вояка, по поверненні з бойового завдання, є скласти звіт-рапорт перед своїм зверхником. Для нас усіх найвищим зверхником і сувереном є українська НАЦІЯ — полеглі, живі і майбутні покоління українського народу. Перед ними ми всі маємо позвітувати з усього нашого життя і усіх вчинків наших, заки відійдемо у „вічність“, на неминучий звіт перед Богом. Наші спогади, написані совісно і правдиво, служитимуть семафором, дороговказом, прожектором, естафетою минулого і сучасного для майбутнього нашої нації».
У 1975 році Володимир Макар стає один із засновників багатотомного видання «Літопис УПА», що функціонує досі, публікуючи на своїх сторінках унікальні матеріали з історії українського визвольного руху. У 1976 році стає членом Президії і редколеґії Видавничого комітету, де працював до самої смерті. Один з організаторів товариства «Надбужанщина» i співредактор його збірників.
Автор десятків статей і нарисів. З 1955 року Макар редаґував сторінку «Вояцька ватра» у газеті «Гомін України». Автор книг:
- «Сім літ визвольних змагань» (Буенос-Айрес, 1946)
- «Береза Картузька (спомини з 1934-1935 рр.)» (Торонто, 1956; 204 с.; Ліґа Визволення України; обгортка: Богдан Стебельський)
- «Бойові Друзі (спомини Т. 1)» (Торонто, 1980; 415 с.; Видання Видавничої Спілки "Гомін України" і Дослідного Інституту "Студіюм")
- «Пройдений Шлях (спомини Т. 1): Від Бистриці до Бугу (1911-1929)» (Торонто, 1983; 456 с.; Видавнича Спілка "Гомін України")
- «Бойові Друзі (спомини Т. 2)» (Торонто, 1993; 480 с.; Видання Видавничої Спілки "Гомін України" і Дослідного Інституту "Студіюм")

Пам'ятник Володимиру Макару в с. Поториця

## Нагороди
Почесне членство УДК в Бельгії (1948); Пропам'ятну грамоту Ліґи визволення України (1974); Шевченківську медаль і грамоту (1975); Почесне головування Товариством колишніх вояків УПА в Канаді та дві грамоти (1982); Почесне головування в об'єднанні «Надбужанщина» (1989).

## Визнання
Діє Благодійний фонд «Літопис УПА» імені В. Макара. 2010 року в родинному селі Поториці Сокальського району Львівської області встановлене погруддя (скульптор Петро Кулик, архітектор Володимир Блюсюк).